# Teqball
A teqball a labdarúgás és az asztalitenisz elemeinek kombinálásával kialakított, magyar kifejlesztésű sportág, amelyet ívelt asztalon játszanak. A játékosok – a karok és a kezek kivételével – a test bármely részével hozzáérhetnek a játékban alkalmazott futball-labdához. Egyesben két, párosban négy játékos játszhatja. A sportolók eredményességét pontozási rendszer alapján értékelik, egyaránt játszható beltéren és kültéren, beleértve a strand körülményeket, tehát a homoktalajt is.
A térfeleket elválasztó háló szilárd és ellenálló, így a labda visszapattan róla, lehetővé téve a folyamatos játékélményt. Összhangban a hivatalos teqballszabályokkal, az asztalok felépítése lehetővé teszi, hogy a szerencse vagy a véletlen semmilyen formában ne befolyásolhassa a játékot; a játékosok kizárólag tudásukra és képességeikre hagyatkozhatnak. A szabályok szerint a játékosok legfeljebb három érintést alkalmazhatnak, mielőtt visszajuttatnák a labdát az ellenfél térfelére. A teqball testi kontaktus nélküli sport, ami azt jelenti, hogy sem az ellenfél, sem az asztal érintése nem engedélyezett: ez az ütközések által okozott sérülések előfordulását is minimalizálja. 
Nemzetközi szinten a játékot a Nemzetközi Teqball Szövetség (FITEQ) képviseli, amelyet 2017-ben hoztak létre. A FITEQ jelenleg 120 tagszövetséget foglal magában.
A teqball számos világhírű labdarúgót szólított meg, és miután felvették a 2021-es Ázsiai Strandjátékok és az Afrikai Strandjátékok programjába, a sportvezetés legfőbb célja az olimpiai játékok programjára való bekerülés.
A Hungarikum Bizottság 2022. december 13-án bejelentette, hogy a sportág bekerült a hungarikumok közé.

## Története
A teqball kifejlesztői a magyar Borsányi Gábor üzletember, Huszár Viktor Dénes számítástechnikai szakember és Gattyán György szexipari és politikai vállalkozó.
A teqball kreatív ötletgazdája Borsányi Gábor, aki régebben sokszor focizott pingpongasztalon. A pingpongasztal vízszintes kialakítása miatt a labda sokszor nem úgy pattant, hogy a játék élvezetes legyen. Borsányi úgy gondolta, ha az asztalt meghajlítanák, az ív segíthetné a labda lábhoz való eljutását. Több év fejlesztés után Huszár Viktor segítségével készítették el 2014-ben az első, véglegesnek szánt teqballasztalt.
A sportot hivatalosan Budapesten, 2016. október 18-án mutatta be Ronaldinho brazil futballista, a teqball egyik nagykövete. A teqball első világbajnokságát 2017-ben Budapesten rendezték meg, egy évvel később a franciaországi Reims volt a házigazda, 2019-ben pedig ismét a magyar főváros adott helyszínt a világbajnokságnak.
A Teqball Csoport és a Fédération Internationale de Teqball (a sportágat irányító testület) 2022. január 17-én 850 ezer amerikai dollár értékű megállapodást írt alá az ESPN-nel, a világ egyik legnagyobb televíziós csatornájával. Ennek értelmében a médium 2022-ben tizenkét élő és hat felvételről leadott eseményt közvetített az ESPN2-n és az ESPNU-n.

## Szabályok
A teqball főbb szabályai:
- A teqball bármilyen 5-ös méretű focilabdával játszható (nyomása 0,3 és 0,5 bar közé kell hogy essen, súlya pedig 370 és 400 gramm között van)
- A teqballt egyéni és páros formában, vagyis két vagy négy ember tudja játszani
- Egy teqballmérkőzés két nyert játszmáig tart
- Egy játszma megnyeréséhez 12 pontot kell elérni, 11–11 esetén a következő pont dönt, de a döntő szettet csak két pont különbséggel lehet megnyerni
- A játékosoknak vagy csapatoknak két lehetőségük van a sikeres adogatás végrehajtására
- A játékosok vagy csapatok minden négy pont után adogatást cserélnek
- Tilos ugyanazzal a testrésszel kétszer egymás után érinteni a labdát!
- Tilos a labdát ugyanazzal a testrésszel egymás után kétszer érintve átadni az ellenfél térfelére!
- Minden játékos vagy csapat maximum háromszor érhet a labdába bármely testrésszel – a karok és kezek kivételével – mielőtt visszajuttatná azt az ellenfél térfelére
- Páros játék során minimum egy passz kötelező a csapattársak között az ellenfél térfelére való juttatást megelőzően
- Tilos hozzáérni az asztalhoz és az ellenfélhez a játék során!
- Csusza (amikor az asztal élét éri a labda) esetén meg kell ismételni a labdamenetet, abban az esetben, ha a labda a földre pattan a csuszát követően

## A pálya és az asztal

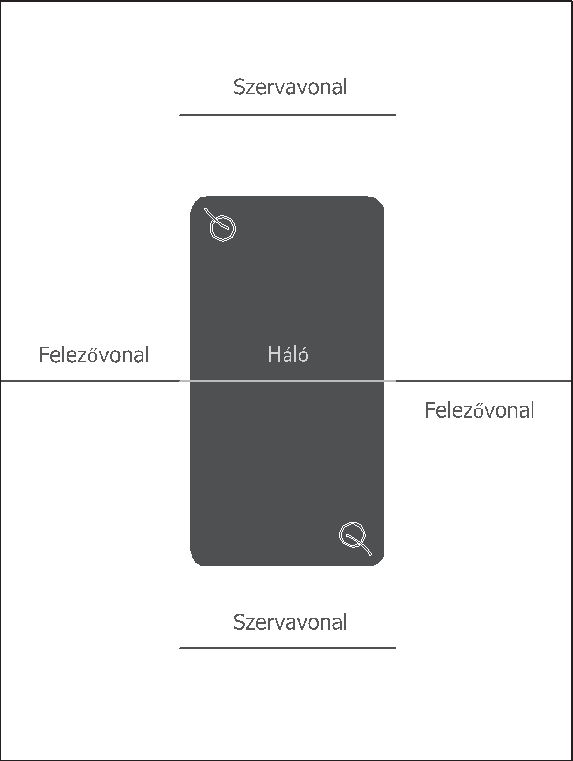
Teqballpálya

### A pálya
A hivatalos teqballpálya méretei:
- minimum tizenkét méter széles
- minimum tizenhat méter hosszú
- minimum öt méter, maximum tizenöt méter magas

A szervavonalak párhuzamosan helyezkednek el két méterrel az asztal széleitől.

### Az asztal
A teqasztal játékfelületének görbületét, a játékfelület legmagasabb és legalacsonyabb pontjának távolsága, valamint a teqasztal legalacsonyabb (legtávolibb) és a háló legmagasabb pontja közötti távolság határozza meg. A teqasztal játékfelületének a talajtól mért legmagasabb pontja 760 mm, míg a legalacsonyabb pontja 565 mm. A vízszintes távolság a teqasztal legalacsonyabb pontja és a háló között 1490 mm. 

#### Az asztal méretei
- Hosszúság: 3000 mm
- Szélesség: 1500 mm (háló nélkül)
- Szélesség: 1700 mm (hálóval)
- Magasság: 900 mm (hálóval)

#### A háló méretei
- Szélesség: 1700 mm
- Vastagság: 20 mm
- Magasság: 140 mm (a teqasztal felszínétől mérve).

A teqasztalnak három fajtája van: a TEQ One, a TEQ Smart és a TEQ Lite.

## Szellemi tulajdon
A hagyományos sporteszközökkel ellentétben a teqballasztal kialakítása szabadalmaztatott, így csak a Teqball International vagy más, a Teqball Holding S.à r.l. engedélyével rendelkező cég gyárthatja legálisan. Maga a teqball szó védjegyoltalom alatt áll, ez a védjegyjogosult számára ellenőrzést biztosít a teqballeseményeket hirdetők vagy a nevet egyéb módon, nyilvánosan használók fölött.

## Díjak
- Red Dot Design Díj 2015, 2020[15]
- ISPO Díj 2015, 2016[16]
- Az Év Honlapja 2017[17]
  - Márkasite kategória – Az Év Honlapja 2017
  - Életmód és sport kategória – Különdíj
- IF Design Díj Archiválva 2019. november 13-i dátummal a Wayback Machine-ben 2018[18]
- Magyar Formatervezési Díj 2019 [19]